# Suosaaret (ö i Birkaland)
Suosaaret är en ö i Finland. Den ligger i sjön Tervajärvi och i kommunen Lembois i den ekonomiska regionen Tammerfors och landskapet Birkaland, i den södra delen av landet, 140 km norr om huvudstaden Helsingfors. Öns area är 1,4 hektar och dess största längd är 340 meter i sydöst-nordvästlig riktning.  Notera att namnet antyder att det är fråga om flera öar.